# NGC 7803
NGC 7803 is een spiraalvormig sterrenstelsel in het sterrenbeeld Pegasus. Het hemelobject werd op 5 augustus 1886 ontdekt door de Amerikaanse astronoom Lewis A. Swift.

## Synoniemen
- UGC 12906
- MCG 2-1-11
- ZWG 433.13
- HCG 100A
- IRAS 23587+1249
- PGC 101